# René Cresté
René Cresté   (19è districte de París, 5 de desembre de 1881 - 20è districte de París, 30 de novembre de 1922) René Auguste Cresté va ser un actor francès.

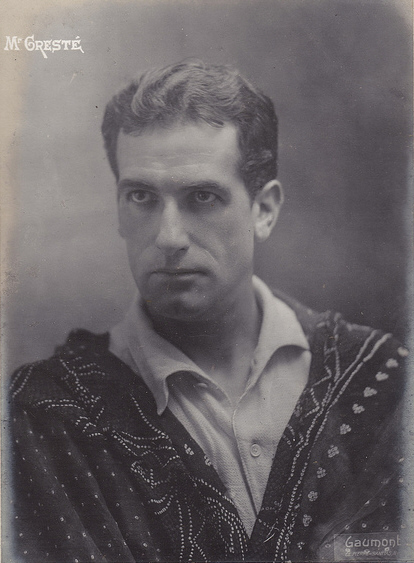
René Cresté

Estrella del teatre i del cinema mut, és conegut principalment per la seva interpretació de Judex a la sèrie de Louis Feuillade.

## Biografia
Des de principis del segle xx, va començar una brillant carrera teatral en papers com a jove promesa romàntica, sobretot a Claudine à Paris de i amb Colette, Ruy Blas de Victor Hugo i Adrienne Lecouvreur d'Eugène Scribe. El 1913, Alphonse Séché el va contractar al seu Nouveau Théâtre d’Art per ser el cap de cartell de diverses obres.
Mentrestant, René Cresté va debutar al cinema el 1908 a Gaumont i després a Pathé. Queda poca informació sobre les pel·lícules que va fer en aquest moment, excepte La Chatte métamorphosée en femme (1910) réalisé par Michel Carré per la Société cinématographique des auteurs et gens de lettres (SCAGL) de Charles Pathé. El 1912 va ser Léonce Perret qui el va destacar en una sèrie de curtmetratges de Gaumont, com La Bonne Hôtesse (1912) amb Suzanne Grandais, Par l’amour (1913) amb Jean Aymé, Son or (1915) amb Yvette Andréyor, Dernier amour (1916) amb Valentine Petit, i Le Roi de la montagne (1916) anb Fabienne Fabrèges.
A l'inici de la Primera Guerra Mundial, René Cresté es va allistar a l'exèrcit i va participar activament en els combats. Ferit i desmobilitzat, va reprendre el servei amb Gaumont a finals de 1915. Va trobar Léonce Perret per a unes quantes produccions, després Louis Feuillade li va oferir el paper de Jacques de Trémeuse dit Judex, un vigilant vestit de negre, a una sèrie de dotze parts. Els seus companys són Yvette Andréyor, Louis Leubas, Musidora, Édouard Mathé, Marcel Lévesque i el petit René Poyen, tots habituals de les pel·lícules de Feuillade. L'èxit és considerable. René Cresté, ja molt popular entre el públic femení, esdevé una gran estrella en encarnar aquest heroi positiu que vola en ajuda dels oprimits. L'any següent es va rodar una seqüela amb el mateix equip, La Nouvelle Mission de Judex, menys reeixida que l'anterior però que sens dubte portaria l'actor al Panteó del cinema.
Posteriorment, René Cresté troba personatges interessants en dos cineastes de Louis Feuillade, el del jove aventurer a Tih Minh (1918) i el del soldat retirat Bertin a  Vendémiaire (1918), però per al públic el seu nom roman irremeiablement associat al de Judex. Preocupat per la seva imatge, va decidir llavors fer-se càrrec de la seva carrera. Va fundar la seva pròpia productora, Films René-Cresté, per a la qual va dirigir i interpretar, sense gaire èxit, Le Château du silence (1919) i L'Aventure de René  (1921). El maig de 1922, arruïnat i decebut per l'acollida freda del públic, es va reconvertir per dirigir el Cocorico-Cinéma, al barri parisenc de Belleville, i reprodueix el seu famós personatge Judex en un espectacle al Gaîté-Rochechouart.
El 1922, René Cresté va fer la seva darrera pel·lícula, Un coup de tête, però greument malalt de tuberculosi, no la va veure estrenada a les sales. Va morir prematurament el 30 de novembre a París.
Està enterrat al cementiri de Montmartre amb la seva filla Renée, a la 26a divisió, avinguda Berlioz, darrere de la tomba de la cantant Laure Cinti-Damoreau (una línia de sepultures els separa).

## Posteritat
El febrer de 1929, per cobrir les necessitats financeres de la seva vídua i la seva filla coixa, fou organitzada una gala de beneficència, la Gala Judex, pels seus amics a la Salle Pleyel. Inicialment estava previst que André Breton i Louis Aragon hi presentessin una obra escrita per a l'ocasió, Le Trésor des Jésuites amb Musidora en el paper principal, però finalment aquesta obra va ser cancel·lada pels organitzadors. Aquesta gala només donarà un breu respir a la filla de René Cresté, que tres mesos més tard seguirà el seu pare a la tomba.

## Filmografia

### Actor
- 1910 : La Chatte métamorphosée en femme, de Michel Carré
- 1912 : Le Mariage de Suzie, de Léonce Perret
- 1912 : La Bonne Hôtesse, de Léonce Perret
- 1912 : La Lumière et l'amour, de Léonce Perret : el metge
- 1913 : Par l'amour, de Léonce Perret : Danielo Langeli
- 1915 : L'Énigme de la Riviera, de Léonce Perret
- 1915 : Son or, de Louis Feuillade
- 1915 : Aimer, pleurer, mourir, de Léonce Perret
- 1916 : Qui ?, de Léonce Perret
- 1916 : Le Retour du passé, de Léonce Perret
- 1916 : Le Roi de la montagne, de Léonce Perret : maître Antonio, le fermier
- 1916 : La Fiancée du diable, de Léonce Perret : Bernard
- 1916 : Les Mystères de l'ombre, de Léonce Perret : Guy de Fréhel
- 1916 : Dernier Amour, de Léonce Perret : Roger Mareuil, le cinéaste
- 1916 : La Belle aux cheveux d'or, de Léonce Perret : Maurice de Sentis
- 1917 : Judex : Jacques de Tremeuse alias Judex
- 1917 : Déserteuse!, de Louis Feuillade
- 1917 : Le Passé de Monique, de Louis Feuillade
- 1917 : Mon oncle, de Louis Feuillade
- 1917 : Herr Doktor, de Louis Feuillade
- 1917 : Le Bandeau sur les yeux, de Louis Feuillade
- 1917 : L'Autre, de Louis Feuillade
- 1917 : La Fugue de Lily, de Louis Feuillade
- 1918 : Les Petites marionnettes, de Louis Feuillade
- 1917 : La Nouvelle Mission de Judex, de Louis Feuillade : Jacques de Trémeuse alias Judex
- 1918 : Vendémiaire, de Louis Feuillade : Pierre Bertin
- 1918 : Tih Minh, de Louis Feuillade : Jacques d'Athys
- 1919 : L'Homme sans visage, de Louis Feuillade
- 1919 : L'Engrenage, de Louis Feuillade
- 1919 : L'Énigme, de Louis Feuillade

### Director
- 1919 : Le Château du silence, director i actor : Georges de Brussanne[7]
- 1921 : L'Aventure de René, director i actor, sobre l'obra de J.-H. Rosny jeune : René[8]
- 1922 : Un coup de tête, comèdia en tres actes, director i actor : Marc Renaud